# Ганс Мозер
Ганс Мозер (нім. Hans Moser; 6 серпня 1880 — 19 червня 1964) — австрійський актор, який протягом своєї довгої кар'єри, з 1920-х років і до самої смерті, в основному грав у комедіях. Він був особливо пов'язаний з жанром Wiener Film. Мозер знявся в більш ніж 150 фільмах.

## Біографія
Йоганн Джульєр (нім. Johann Julier) народився у Відні. Мозер дуже часто зображував обивателя, як правило, чужого підлеглого — слугу, офіціанта, вантажника, крамаря, кучера, дрібного чиновника тощо. Також він завжди грав чесних і порядник людей, які, нездатні зберігати холоднокровність і чітко мислити у вирішальних ситуаціях, створюють проблеми для себе та всіх навколо.
Мозер був особливо відомий тим, що невиразно бурмотів для комічного ефекту, а не чітко вимовляв слова та речення, а також тим, що не міг закінчити свої речення — через що, у поєднанні з його помірним віденським діалектом, людям, для яких австрійська німецька мова не є рідною, було важко зрозуміти, що таке він говорив.
У комедійних фільмах разом з Мозером грали Пауль Гербігер, Тео Лінген, Оскар Сіма та Енні Розар. Мозер також виступав в театрі, а наприкінці свого життя — на телебаченні.
Під час нацистського режиму Мозер відмовився розлучитися зі своєю дружиною-єврейкою Бланкою Хіршлер.
Ганс Мозер помер у Відні в 1964 році у віці 83 років, похований на Віденському центральному кладовищі. 
Його незмінну популярність підтверджує той факт, що його стиль мовлення все ще пародіюється, часто дуже молодими артистами.

## Фільмографія(нім.)
- 1930: Liebling der Götter
- 1931: Der verjüngte Adolar
- 1931: Ehe mit beschränkter Haftung
- 1931: Man braucht kein Geld
- 1931: Eine Nacht im Grandhotel
- 1932: Ein angenehmer Patient
- 1933: Madame wünscht keine Kinder
- 1933: Leise flehen meine Lieder
- 1933: Der große Trick
- 1933: Kurzschluß
- 1933: Fuchs auf der Hetzjagd
- 1934: Maskerade
- 1934: Die Töchter Ihrer Exzellenz
- 1934: Frasquita
- 1934: Polenblut
- 1934: Karneval und Liebe
- 1934: Der junge Baron Neuhaus
- 1934: Hohe Schule
- 1934: Vorstadtvarieté
- 1935: Der Himmel auf Erden
- 1935: Frühjahrsparade
- 1935: Familie Schimek
- 1935: Knox und die lustigen Vagabunden
- 1935: Winternachtstraum
- 1935: … nur ein Komödiant
- 1935: Die ganze Welt dreht sich um Liebe
- 1935: Die Fahrt in die Jugend
- 1935: Eva
- 1935: Endstation
- 1935: Ein junger Mann aus Oxford
- 1936: Burgtheater
- 1936: Das Gäßchen zum Paradies
- 1936: Ungeküsst soll man nicht schlafen geh’n
- 1936: Schabernack
- 1936: Konfetti
- 1936: Hannerl und ihre Liebhaber
- 1936: Alles für Veronika
- 1937: Die verschwundene Frau
- 1937: Der Mann, von dem man spricht
- 1937: Die glücklichste Ehe der Welt
- 1937: Die unentschuldigte Stunde
- 1937: Mein Sohn, der Herr Minister
- 1937: Die Fledermaus
- 1937: Mutterlied
- 1938: Immer, wenn ich glücklich bin
- 1938: Die unruhigen Mädchen
- 1938: Kleines Bezirksgericht
- 1938: Es leuchten die Sterne
- 1938: Dreizehn Stühle
- 1939: Das Ekel
- 1939: Opernball
- 1939: Liebe streng verboten
- 1939: Menschen vom Varieté
- 1939: Anton der Letzte
- 1940: Wiener G’schichten
- 1940: Sieben Jahre Pech
- 1940: Der Herr im Haus
- 1940: Meine Tochter lebt in Wien
- 1940: Der ungetreue Eckehart
- 1940: Rosen in Tirol
- 1941: Wir bitten zum Tanz
- 1941: Liebe ist zollfrei
- 1942: Wiener Blut
- 1942: Einmal der liebe Herrgott sein
- 1942: Dove andiamo, signora?
- 1942: Sieben Jahre Glück
- 1943: Sette anni di felicità
- 1943: Maske in Blau
- 1943: Karneval der Liebe
- 1943: Abenteuer im Grandhotel
- 1943: Schwarz auf weiß
- 1943: Das Ferienkind
- 1943 Reisebekanntschaft
- 1944: Schrammeln
- 1945: Der Millionär
- 1946: Renee XIV
- 1946: Die Welt dreht sich verkehrt
- 1947: Der Hofrat Geiger
- 1948: Der Herr Kanzleirat
- 1948: Das singende Haus
- 1949: Wiener Mädeln
- 1949: Um eine Nasenlänge (1949)|Um eine Nasenlänge
- 1949: Eins, zwei, drei – aus
- 1950: Der Theodor im Fußballtor
- 1950: Jetzt schlägt’s 13
- 1950: Küssen ist keine Sünd
- 1950: Es liegt was in der Luft
- 1951: Zwei in einem Auto
- 1952: Hallo Dienstmann
- 1952: 1. April 2000
- 1952: Schäm dich, Brigitte
- 1952: Du bist die Rose vom Wörthersee
- 1953: Der Onkel aus Amerika
- 1953: Einmal keine Sorgen haben
- 1954: Hollandmädel
- 1954: Kaisermanöver
- 1954: Verliebte Leute
- 1955: Ja, so ist das mit der Liebe
- 1955: Die Deutschmeister
- 1955: Ja, ja, die Liebe in Tirol
- 1955: Die Drei von der Tankstelle
- 1955: Der Kongreß tanzt
- 1956: Symphonie in Gold
- 1956: …und wer küßt mich?
- 1956: Lumpazivagabundus (1956)|Lumpazivagabundus
- 1956: Opernball
- 1956: Meine Tante – deine Tante
- 1956: Kaiserball (Film)|Kaiserball
- 1956: Solange noch die Rosen blühn
- 1956: Roter Mohn
- 1957: Ober, zahlen!
- 1957: Vier Mädels aus der Wachau
- 1957: Die unentschuldigte Stunde
- 1957: Die Zwillinge vom Zillertal
- 1957: Die Lindenwirtin vom Donaustrand
- 1957: Heute blau und morgen blau
- 1958: Hallo Taxi
- 1958: Solang’ die Sterne glüh’n
- 1958: Ooh … diese Ferien
- 1958: Gräfin Mariza (1958)|Gräfin Mariza
- 1958: Der Sündenbock von Spatzenhausen
- 1958: Liebelei#Verfilmungen
- 1959: Herrn Josefs letzte Liebe
- 1959: Die schöne Lügnerin
- 1961: Geschichten aus dem Wiener Wald#Verfilmungen
- 1961: Mariandl
- 1961: … und du mein Schatz bleibst hier
- 1961: Der Bauer als Millionär
- 1961: Höllenangst
- 1962: Drei Liebesbriefe aus Tirol
- 1962: Mariandls Heimkehr
- 1962: Der verkaufte Großvater
- 1962: Die Fledermaus
- 1963: Leutnant Gustl
- 1963: Liliom
- 1963: Kaiser Joseph und die Bahnwärterstochter
- 1964: Das Leben ist die größte Schau
- 1964: Die bess'ren älteren Herr'n